# Viktor Bubanj
Viktor Bubanj, jugoslovanski general, vojaški pilot, prvoborec, partizan in narodni heroj, * 3. december 1918, Fužine, Hrvaška, † 15. oktober 1972, Beograd.
Generalpolkovnik letalstva JLA Bubanj je v svoji vojaški karieri dosegel mesto načelnika generalštaba JLA.